# French Open 1983
Die 82. French Open 1983 waren ein Tennis-Sandplatzturnier der Klasse Grand Slam, das von der ITF veranstaltet wurde. Es fand vom 23. Mai bis 5. Juni 1983 in Roland Garros, Paris, Frankreich statt.
Titelverteidiger im Einzel waren Mats Wilander bei den Herren sowie Martina Navratilova bei den Damen. Im Herrendoppel waren Sherwood Stewart und Ferdi Taygan, im Damendoppel Martina Navrátilová und Anne Smith und im Mixed Wendy Turnbull und John Lloyd die Titelverteidiger.

## Herreneinzel
Setzliste
| Nr. | Spieler         | Erreichte Runde |
| --- | --------------- | --------------- |
| 01. | Jimmy Connors   | Viertelfinale   |
| 02. | John McEnroe    | Viertelfinale   |
| 03. | Ivan Lendl      | Viertelfinale   |
| 04. | Guillermo Vilas | Viertelfinale   |
| 05. | Mats Wilander   | Finale          |
| 06. | Yannick Noah    | Sieg            |
| 07. | José Luis Clerc | 2. Runde        |
| 08. | José Higueras   | Halbfinale      |

| Nr. | Spieler          | Erreichte Runde |
| --- | ---------------- | --------------- |
| 09. | Vitas Gerulaitis | 1. Runde        |
| 10. | Eliot Teltscher  | Achtelfinale    |
| 11. | Jimmy Arias      | Achtelfinale    |
| 12. | Brian Gottfried  | Achtelfinale    |
| 13. | Wojciech Fibak   | 1. Runde        |
| 14. | Henrik Sundström | Achtelfinale    |
| 15. | Tomáš Šmíd       | 2. Runde        |
| 16. | Andrés Gómez     | Achtelfinale    |

## Dameneinzel
Setzliste
| Nr. | Spielerin           | Erreichte Runde |
| --- | ------------------- | --------------- |
| 01. | Martina Navratilova | Achtelfinale    |
| 02. | Chris Evert-Lloyd   | Sieg            |
| 03. | Andrea Jaeger       | Halbfinale      |
| 04. | Tracy Austin        | Viertelfinale   |
| 05. | Pam Shriver         | 3. Runde        |
| 06. | Bettina Bunge       | 2. Runde        |
| 07. | Sylvia Hanika       | 3. Runde        |
| 08. | Hana Mandlíková     | Viertelfinale   |

| Nr. | Spielerin            | Erreichte Runde |
| --- | -------------------- | --------------- |
| 09. | Virginia Ruzici      | 3. Runde        |
| 10. | Andrea Temesvári     | Achtelfinale    |
| 11. | Zina Garrison        | 1. Runde        |
| 12. | Kathy Rinaldi        | Achtelfinale    |
| 13. | Bonnie Gadusek       | 1. Runde        |
| 14. | Anne Smith           | 1. Runde        |
| 15. | Claudia Kohde-Kilsch | 3. Runde        |
| 16. | Rosalyn Fairbank     | 1. Runde        |

## Herrendoppel
Setzliste
| Nr. | Paarung                         | Erreichte Runde |
| --- | ------------------------------- | --------------- |
| 01. | Peter Fleming Ferdi Taygan      | 1. Runde        |
| 02. | Brian Gottfried Heinz Günthardt | Viertelfinale   |
| 03. | Mark Edmondson Sherwood Stewart | Finale          |
| 04. | Pavel Složil Tomáš Šmíd         | Halbfinale      |
| 05. | Carlos Kirmayr Cássio Motta     | Viertelfinale   |
| 06. | John Alexander John Fitzgerald  | 1. Runde        |
| 07. | Hans Gildemeister Andrés Gómez  | 1. Runde        |
| 08. | Anders Järryd Hans Simonsson    | Sieg            |

| Nr. | Paarung                      | Erreichte Runde |
| --- | ---------------------------- | --------------- |
| 09. | Henri Leconte Yannick Noah   | 1. Runde        |
| 10. | Broderick Dyke Belus Prajoux | Halbfinale      |
| 11. | Chris Lewis Paul McNamee     | Achtelfinale    |
| 12. | Eric Fromm Shlomo Glickstein | Viertelfinale   |
| 13. | Mark Dickson Jan Gunnarsson  | 2. Runde        |
| 14. | Charles Strode Morris Strode | 2. Runde        |
| 15. | Givaldo Barbosa João Soares  | 1. Runde        |
| 16. | John Lloyd Bruce Manson      | 1. Runde        |

## Damendoppel
Setzliste
| Nr. | Paarung                                | Erreichte Runde |
| --- | -------------------------------------- | --------------- |
| 01. |                                        |                 |
| 02. | Kathy Jordan Anne Smith                | Finale          |
| 03. | Rosie Casals Wendy Turnbull            | Viertelfinale   |
| 04. | Jo Durie Anne Hobbs                    | Halbfinale      |
| 05. | Claudia Kohde-Kilsch Eva Pfaff         | Viertelfinale   |
| 06. | Ivanna Madruga-Osses Catherine Tanvier | Halbfinale      |
| 07. | Hana Mandlíková Virginia Ruzici        | Viertelfinale   |
| 08. | Rosalyn Fairbank Candy Reynolds        | Sieg            |

| Nr. | Paarung                           | Erreichte Runde |
| --- | --------------------------------- | --------------- |
| 09. | Ann Kiyomura Paula Smith          | Achtelfinale    |
| 10. | Lea Antonoplis Barbara Jordan     | Achtelfinale    |
| 11. | Kathy Horvath Yvonne Vermaak      | Achtelfinale    |
| 12. | Leslie Allen Chris Evert-Lloyd    | Achtelfinale    |
| 13. | Andrea Jaeger Helena Suková       | 1. Runde        |
| 14. | Patricia Medrado Cláudia Monteiro | 2. Runde        |
| 15. | Betsy Nagelsen Virginia Wade      | Achtelfinale    |
| 16. | Iva Budařová Marcela Skuherská    | 1. Runde        |